# Орнитоптер

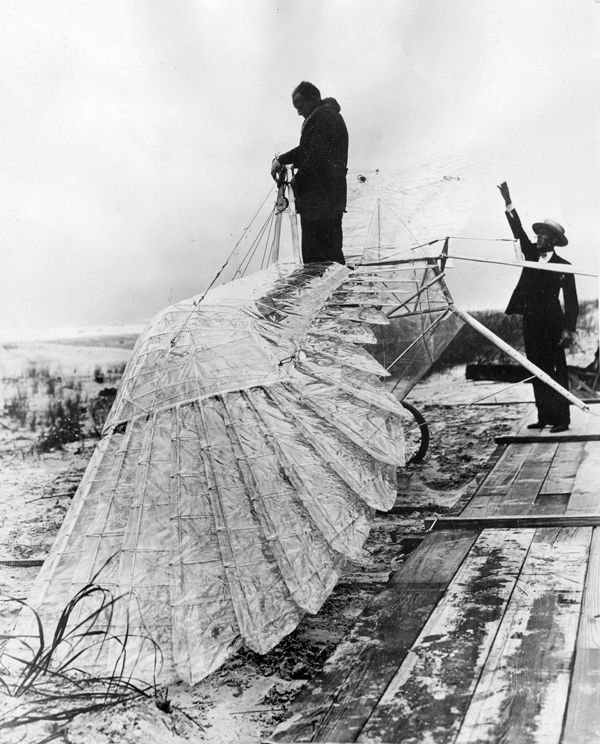
Орнитоптер Джорджа Уайта (George R. White) на мускульной тяге, 1927 год. Аппарат разбился во время тестового полёта

Орнитопте́р (англ. ornithopter, от др.-греч. ὄρνις, родит. п. ὄρνιθος — птица и πτερόν — крыло; буквально «птицекрыл») — воздушное судно тяжелее воздуха, которое поддерживается в полёте в основном за счёт реакций воздуха с его плоскостями, которым придаётся маховое движение. В русском языке также распространены синоним махолёт и описательное птицекрылый летательный аппарат; академик Тихонравов М. К. также добавлял: «Вольно можно перевести словом „птицелёт“».
В соответствии с Приложением № 7 к Конвенции о международной гражданской авиации орнитоптеры входят в группу воздушных судов тяжелее воздуха, оснащённых силовой установкой.

## Теоретическая реализация

### Орнитоптер на мускульной тяге

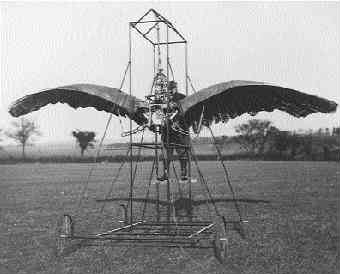
Орнитоптер Эдварда Фроста из ивы, шёлка и перьев, 1902 год

Академик Тихонравов М. К. утверждает, что основная проблема в создании пилотируемого орнитоптера на мускульной тяге заключается в недостаточно высоком отношении вырабатываемой человеком мощности в течение длительного времени к суммарной массе аппарата и самого пилота. Формула вычисления мощности, необходимой для поддержания планёра в воздухе, выглядит следующим образом:
{\displaystyle N={\frac {G\cdot w}{75}}},
где
- {\displaystyle G} — масса летательного аппарата вместе с пилотом, кг;
- {\displaystyle w} — скорость снижения аппарата, м/сек.

Академик Тихонравов принимает скорость снижения равной 0,45 м/сек. При условии, что вес такого аппарата вместе с пилотом не должен превышать 100 кг, для поддержания горизонтального полёта нужно затрачивать мощность — 0,6 лошадиных сил. При этом таких показателей мощности могут достигнуть лишь спортсмены-тяжеловесы, вес которых превышает создаваемую подъёмную силу даже без учёта веса летательного аппарата.
В настоящее время выводы академика Тихонравова опровергнуты, в том числе и экспериментально. Спортсмены-велосипедисты не намного тяжелее обычных людей, но при этом способны развивать мощность 5-6 Вт на кг веса (что для велосипедиста весом 85 кг составляет 0,7 л. с.) и поддерживать её в течение нескольких часов (обычная продолжительность шоссейных велогонок), а на финишной прямой в конце пятичасовой шоссейной гонки велогонщики могут кратковременно развивать максимальную мощность от 1600 Вт до 1700 Вт.
Таким образом, мускулолёты, построенные по принципу «летающего велосипеда» (лётчик, как велосипедист, ногами вращает педали, от которых вращение передаётся на пропеллер) — в настоящее время достаточно многочисленны и способны на длительные перелеты. Мировой рекорд — перелёт на расстояние 115 км за 3 часа 54 минуты 59 секунд по стопам легендарного Дедала с острова Крит на материк совершил греческий велосипедист-спортсмен K. Канеллопулос (Греция на летних Олимпийских играх 1984) на мускулолёте «MIT Daedalus».
Таким образом, основная проблема — эффективность машущего полёта.

### Исследования машущего полёта

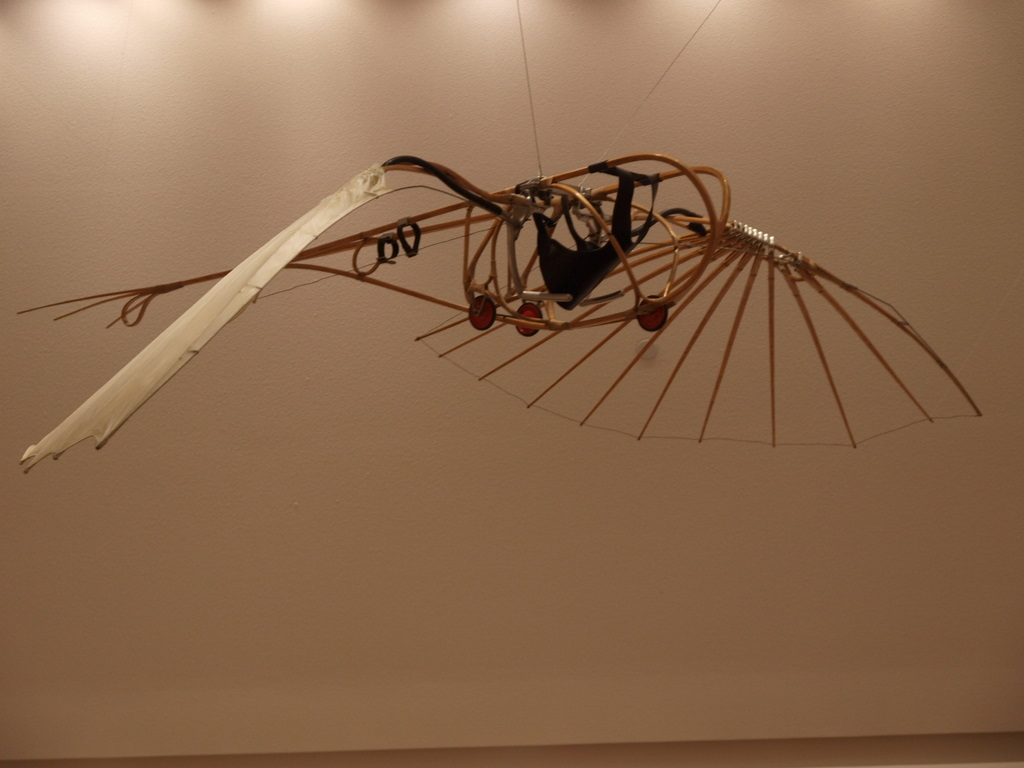
Летатлин (1929—1932) — орнитоптер Владимира Татлина

В России также существовал и существует интерес. Н. Е. Жуковский, изучая полёты птиц, разрабатывал свои аэродинамические теории. Значительный вклад в изучение машущего полёта внесли академики М. К. Тихонравов и Г. И. Петров.
Большой интерес к орнитоптерам наблюдался в СССР в предвоенное и послевоенное время, для этих целей на общественных началах был создан Комитет машущего полёта, в который входили тысячи гражданских активистов, из которых около пятисот — в Москве (среди которых было 6 докторов наук, около 40 кандидатов наук, 300 инженеров, 100 лётчиков). Работы велись совместно с орнитологами Института морфологии животных АН СССР под председательством члена-корреспондента АН СССР профессора В. В. Голубева.
Так, лётчик-испытатель Александр Маноцков при содействии авиаконструктора О. К. Антонова построил экспериментальный планер-орнитоптер с машущими крыльями осенью 1953 года (взлёт которого был выполнен с помощью самолёта-буксировщика Ан-2). Имевший предельно облегчённую конструкцию летательный аппарат разбился при приземлении и пилот-изобретатель погиб.
Постройкой орнитоптеров в России занималась группа проф. В. А. Киселёва. При хорошем финансировании и государственной поддержке лаборатория добилась значительных результатов. Было проведено большое количество экспериментов, создана аэродинамическая теория машущего полёта, а также построен ряд летающих моделей с машущим крылом, наибольшая из которых была весом 12 кг. В начале 1990-х гг. в лаборатории Киселёва был разработан проект пилотируемого одноместного летательного машущекрылого аппарата взлётным весом 450 кг. На проект даже была выделена часть средств, но перестройка не позволила реализовать задуманное.

### Ортоптер

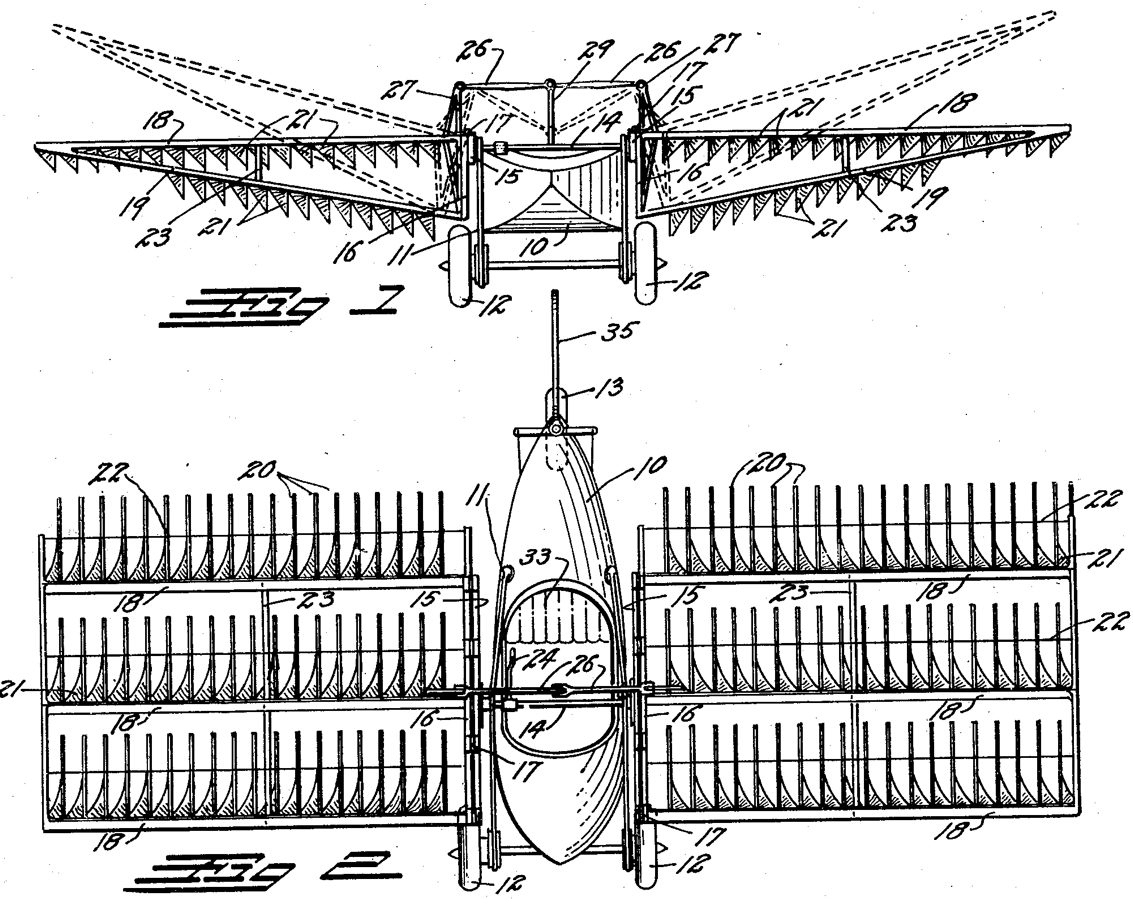
Ортоптер «Grey Goose» 1927

Сама идея орнитоптера — птицекрылого летательного аппарата — подразумевает подражание природным прототипам, птицам и насекомым, как в форме крыльев, так и в движениях ими.
Однако некоторые изобретатели в попытках создать пилотируемый аппарат на мускульной тяге, приходили к довольно замысловатым решениям, как, например, крылья-жалюзи, пытаясь превзойти природное решение техническим подходом.
Один из наиболее распространённых типов нептицеподобных машущих аппаратов — ортоптер (англ. orthopter, от др.-греч. ορθός — прямой и πτερόν — крыло; «прямокрылый») — летательный аппарат, использующий для получения подъёмной силы прямой «удар» плоскостью крыла при взмахе вниз.

## Орнитоптеры в мире

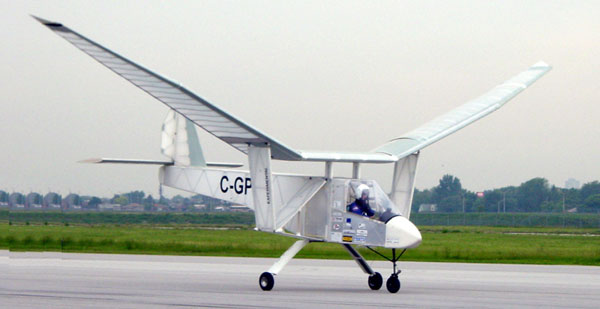
Ортоптер Джеймса Делориера до установки на него реактивного двигателя, 2004 год

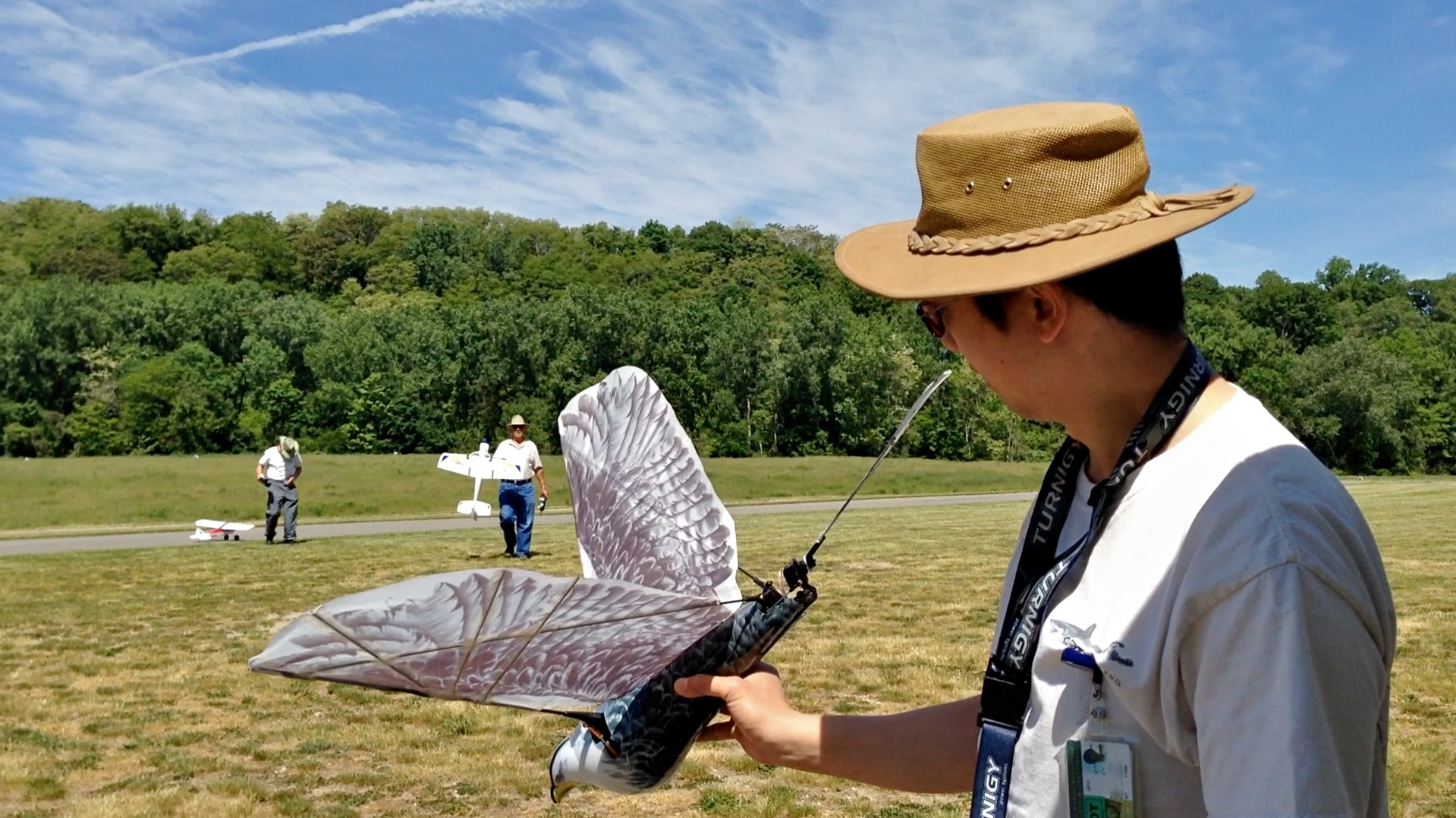
Радиоуправляемая летающая модель птицы

В 1908 году в городе Тифлис на Махатской горе состоялась серия из тридцати успешных полётов мускульного орнитоптера-планера с ножным педальным приводом А. В. Шиукова. В 1921, в 1934 и 1935 годах Б. И. Черановский проводил опыты по полётам на орнитоптерах-планерах. В 1936 году ОСОАВИАХИМ провело успешные стендовые испытания мускульного орнитоптера с ручным приводом конструкции П. И. Смирнова. Во время стендовых испытаний лётчик М. И. Чекалин скользил по тросу с горы, расположенной на планерной станции в селе Трикотажное.
В 1981 году машущий полёт осуществил и продемонстрировал прессе проф. Валентин Киселёв, о чём сообщалось в газетах «Комсомольская правда», «Труд», «Московский комсомолец» от 6 ноября 1981 г., а затем — другие газеты и журналы в СССР и за рубежом.
Американский конструктор Пол Маккриди, знаменитый своим самолётом с мускульным приводом, перелетевшим в 1979 г. Ла-Манш, построил в 1986 году модель птерозавра с машущим крылом. Модель запускалась с помощью катапульты, затем она планировала, включалось машущее крыло, но так, чтобы медленные движения крыла с малой амплитудой просто не мешали модели планировать. Это была лишь внешняя имитация машущего полета. В итоге модель была продана в Смитсоновский музей за 3 млн долларов США.
Второй проект разрабатывался американо-канадской группой, возглавляемой профессором Торонтского университета Джеймсом Делоуриером. В сентябре 1991 года им удалось продемонстрировать полёт радиоуправляемой модели весом 3,36 кг.
В 2002 году появились сообщения, что Делоуриер построил пилотируемый махолёт, который никак не может взлететь. Его обсчёт по опубликованным данным показал, что этот аппарат и не мог летать. 
В 2006 году полёт всё же состоялся, но только при помощи дополнительного ракетного двигателя. Делоуриер сам не считает это осуществлением машущего полёта.
В 2010 году в университете г. Торонто (Канада) был сконструирован орнитоптер на человеческой тяге под названием Snowbird. 2 августа 2010 года Snowbird, совершивший полёт, когда пилот, и по совместительству силовая установка, Тодд Райхерт, за 19,3 секунд пролетел расстояние в 145 метров со средней скоростью 25,6 км/час. Орнитоптер был поднят в воздух при помощи тяги легкового автомобиля.